# Víctor Rodríguez Andrade

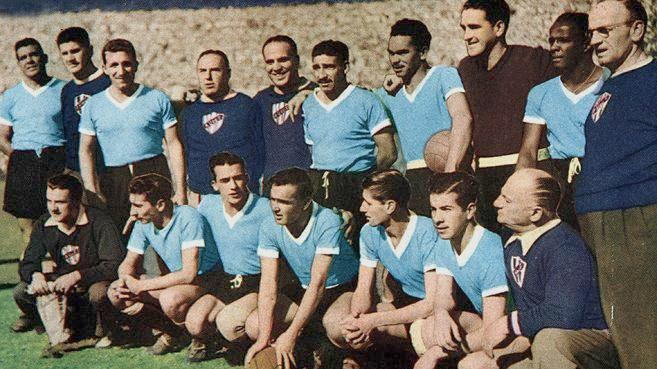
Equip de l'Uruguai del Mundial de 1050.

Víctor Pablo Rodríguez Andrade (2 de maig, 1927 - 19 de maig, 1985) fou un futbolista uruguaià dels anys 50.
Era nebot d'un altre gran jugador uruguaià, José Leandro Andrade, qui havia estat campió de la Copa del Món de 1930. Rodríguez Andrade també fou campió del món. Fou un dels pilars de la selecció de l'Uruguai que guanyà la Copa del Món de Futbol de 1950, l'anomenat Maracanaço. La selecció uruguaiana vencé l'amfitriona, Brasil, a l'estadi de Maracanã de Rio de Janeiro, davant uns 200.000 brasilers per 2 a 1. També disputà el Mundial de 1954 i guanyà el Campionat Sud-americà de 1956. En total jugà 42 partits per La Celeste. També guanyà dues lligues domèstiques amb CA Peñarol.

## Palmarès
- Copa del Món de Futbol campió: 1950
- Copa del Món de Futbol semifinalista: 1954
- Copa Amèrica de futbol campió: 1956
- Campionat uruguaià de futbol campió: 1953, 1954 (amb Peñarol)